# Антипович Костянтин Єрофійович
Антипо́вич Костянти́н Єрофі́йович (25 грудня 1899 — 1949) — український історик.

## Біографія
Костянтин Антипович народився 25 грудня 1899 року в місті Луків Люблінської губернії (нині Люблінське воєводство, Польща).
1918 року закінчив Першу Полтавську гімназію. У 1918—1919 роках навчався на історико-філологічному факультеті Київського університету, у 1921—1923 роках — в Інституті народної освіти (Київ).
У 1925—1928 роках — аспірант науково-дослідної кафедри історії України при ВУАН у Києві (керівник Михайло Грушевський).
У 1929—1933 роках — співпрацівник Комісії з вивчення соціально-економічної історії України 18—19 століть при ВУАН, Історико-географічної комісії при ВУАН. Від 1930 року — професор Київського інституту народної освіти. 1934 — науковий співпрацівник Історико-археографічного інституту ВУАН, 1935 — київський обласний інспектор охорони пам'яток культури, співпрацівник музею Києво-Печерського історико-культурного заповідника.
Рятуючись від репресій, переїхав до Автономної Радянської Соціалістичної Республіки Німців Поволжя, працював у педагогічному інституті міста Енгельс (нині Саратовської області Російської Федерації).

## Наукова діяльність
Досліджував історію міст Правобережної України 18—19 століть.
Антипович є автором:
- ґрунтовної сфрагістичної статті «Київська міська печатка»[1] (1927),
- історіогр. дослідження «Праці В. І. Щербини з історії м. Києва» (Щербина В. І. Нові студії з історії Києва. — К., 1926),
- рецензій на роботи М. Є. Слабченка, О. П. Оглоблина,
- статей у різних виданнях УАН.